# Queen Sized
Queen Sized is een televisiefilm onder regie van Peter Levin, die in de Verenigde Staten op 12 januari 2008 voor het eerst werd uitgezonden.

## Verhaal
De film draait rond Maggie (gespeeld door Nikki Blonsky), een tiener met overgewicht die door de gemene meiden van de school wordt genomineerd voor de koningin van het schoolbal. Maggie weet best dat er met haar gesold wordt, maar neemt tot ieders verbazing toch deel om ze lik op stuk te geven.

## Rolverdeling
- Nikki Blonsky - Maggie Baker
- Annie Potts - Joan Baker, Maggies moeder
- Lily Holleman - Casey, Maggies beste vriendin
- Jackson Pace - Will, Maggies jongere broer
- Kimberly Matula - Tara Conner, het populairste meisje van de school
- Kyle Russell Clements - Trip, Tara's vriendje